# Делияннис, Анагностис
Анагностис Делияннис, псевдоним Яннис Исихос (греч.  Αναγνώστης Δεληγιάννης , Ганос Восточная Фракия — 1 июля 1943 Кавала) — видный довоенный деятель Коммунистической партии Греции и профсоюзного движения, командир  Греческой роты интербригад в годы гражданской войны в Испании. Расстрелян болгарскими оккупантами в годы Второй мировой войны.

## Молодость
Анагностис Делияннис родился в начале века в сохранявшим своё коренное греческое население восточнофракийском городке Ганос (сегодняшний турецкий Газикёй). После Первой мировой войны Восточная Фракия была занята греческой армией (за исключением Константинополя, который находился под межсоюзническим контролем). Однако, в 1922 году под давлением своих бывших союзников по Антанте, Греция была вынуждена оставить Восточную Фракию без боя кемалистской Турции. Вместе с армией ушло и греческое население. Семья Делияннисов обосновалась в  восточномакедонском городе  Кавала.
Перед Второй мировой войной город был одним из промышленных центров Греции (в первую очередь табачная промышленность), имел мощное рабочее и профсоюзное движение, руководимое  компартией Греции. Анагностис Делияннис стал деятелем компартии и секретарём профсоюза рабочих табачников. За свою деятельность был сослан на остров Агиос Эвстратиос. Бежал из ссылки в 1936 году и с помощью партийных организаций выбрался в СССР.

## Испания

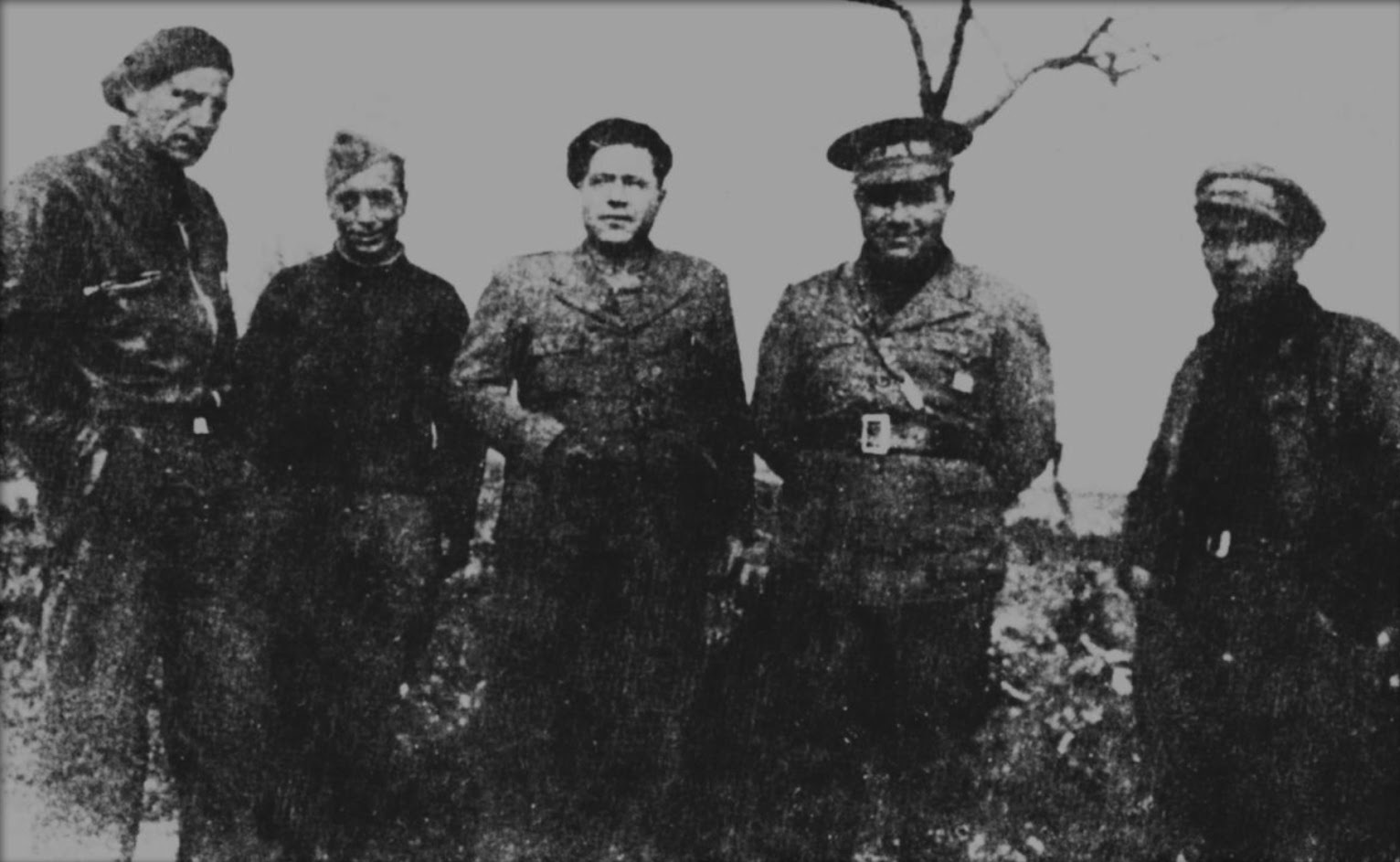
Греческие добровольцы в Испании. Слева направо — Д. Сакарелос, П. Пантелиас, П. Айвадзис, А. Делияннис и Н. Вавудис

С началом фашистского мятежа в Испании 18 июля 1936 года и после призыва республиканского правительства о помощи Делияннис вместе с группой греческих коммунистов, возглавляемой Димитрисом Сакарелосом, ( Вавудисом, Стефопулосом, Кацикиотисом и Пантелиасом отправился из СССР в Испанию. Греческие добровольцы, прибывшие в Испанию со всех уголков мира, были разрознены и воевали во всех интербригадах. Весной 1937 года часть греческих добровольцев была сведена в отдельную греческую роту, получившую первоначально имя «рота Никос Захариадис» в честь заключённого генсека компартии Греции. Делияннис, получивший к тому времени псевдоним Яннис Сигано́с (Яннис Тихий), был назначен заместителем командира роты.
Наибольшие потери греческая рота понесла в сражениях при Бельчите и Брунете летом 1937 года. Как пишут некоторые из добровольцев, предпоследний командир батальона, болгарин Христов, хотя и коммунист, был подвержен духу греко-болгарского антагонизма начала века и явно не питал дружественных чувств к грекам. Впоследствии Христова обвинили в том, что он расположил греческую роту на абсолютно лысом холме без укрытий, что имело катастрофические последствия. В последовавшем наступлении франкистов при Бельсите 26 августа 1937 греческая рота была окружена. В критический момент боя командир роты Пантелиас, Яннис, схватив пулемёт уже убитого пулемётчика, остановил наступающих франкистов и, получив множество ранений, скончался у пулемёта. За пулемёт встал комиссар Димитрис Перрос косивший наступающих, пока франкисты не запрыгнули в окоп и не прикончили его штыками. На Христова была возложена ответственность за исход боя, он был отозван в Москву и командование батальоном принял чех Йозеф Павел. Командование греческой ротой принял Анагностис Делияннис.
129-я бригада бригада с Димитровским батальоном и греческой ротой осталась в центральной Испании и дала в сентябре 1938 года бои при Леванте. После принятия решения о выводе интербригад из Испании, бригада была переброшена морем в Каталонию. Бойцы интербригад перешли на французскую территорию, где многие из них были заключены в лагеря. Делияннис был «возвращён» в Грецию.

## Расстрел
По возвращении в Грецию Делияннис был вновь отправлен в ссылку на остров Агиос Эвстратиос диктаторским режимом генерала  И. Метаксаса.
В октябре 1940 года Греция подверглась  нападению Италии. Заключённые и ссыльные греческие коммунисты потребовали своей отправки на фронт, в чём им однако было отказано. Греческая армия отразила итальянское нападение и перенесла военные действия на территорию Албании. Это вынудило вмешаться гитлеровскую Германию, которая вторглась в Грецию с территории союзной ей Болгарии 6 апреля 1941 года. В результате немецкого вторжения Греция была разделена на немецкую, итальянскую и болгарскую зоны оккупации. По мере продвижения немецких войск, греческие полиция и жандармерия передавали коммунистов в руки новым властям. Делияннис был передан немцам, которые вывезли его в Фессалоники и заключили в лагерь «Павлос Мелас».
Однако поскольку Делияннис происходил из Кавалы, а почти вся Восточная Македония и Фракия была передана в болгарскую зону оккупации, то немцы, скрупулёзно следуя букве размежевания оккупационных зон, передали его болгарам. Болгар, приступившие к болгаризации оккупированных территорий, использовали для этого все средства. Среди прочих они требовали у заключённых в обмен на предоставление свободы заявления, что они являются болгарами. Подобное заявление было потребовано и от Делиянниса, который отверг болгарское требования. Был расстрелян болгарами 1 июля 1943 года.